# Callistium maculosa
Espèce
Callistium maculosa est un insecte lépidoptère appartenant à la famille  des Riodinidae et au genre Callistium .

## Taxonomie
Callistium maculosa a été décrit par Henry Walter Bates en 1868 sous le nom de Calydna maculosa.

### Noms vernaculaires
Callistium maculosa se nomme Maculosa Metalmark en anglais.

## Description
Callistium maculosa est un papillon marron qui présente une ornementation sous forme d'une ligne submarginale de gros points noirs et de lignes qui lui sont parallèles formées de diverses marques noires ou noires surmontées de blanc.

## Écologie et distribution
Callistium maculosa est présent au Brésil.

### Protection
Pas de statut de protection particulier.